# São Miguel, Rio Grande do Norte
São Miguel este un oraș în Rio Grande do Norte (RN), Brazilia.